# Gonatas pumilio
Gonatas pumilio es una especie de coleóptero de la familia Passalidae.

## Distribución geográfica
Habita en Ambon (Indonesia) y en Australia.